# Wilhelm von Wendt
Wilhelm von Wendt (* vor 1595; † nach 1608) war Domherr in Münster.

## Leben

### Herkunft und Familie
Wilhelm von Wendt entstammte dem westfälischen Adelsgeschlecht von Wendt und war der Sohn des Franz von Wendt und dessen Gemahlin Anna von Oer zu Nottbeck, die im Jahre 1532 die Ehe geschlossen hatten. Sein Bruder Franz († 1604) war mit Klara von Ketteler zu Hovestadt verheiratet. Sie waren die Eltern des späteren münsterschen Domherrn Dietrich von Wendt.

### Wirken
Am 17. Juli 1595 kam Wilhelm nach Präsentation durch den Turnar Bernhard von Westerholt nach Verzicht des Domherrn Johann von Westerholt in den Besitz einer münsterschen Dompräbende. Dagegen bestanden erhebliche Bedenken, weil er in Köln ohne Entlassschein ordiniert worden war. Mit der Aufschwörung auf die Geschlechter Wendt, Oer, Ketteler und Wylich wurde er am 18. Juli 1595 emanzipiert. Am 3. April 1608 verzichtete Wilhelm auf seine Pfründe. Über seinen weiteren Lebensweg gibt es keine Informationen.